# Galaxias gollumoides
Galaxias gollumoides ist ein zu den Galaxien gehörender Fisch, der im Süden von Neuseeland vorkommt. Die Art wurde 1999 erstbeschrieben und ist nach Gollum aus Der Herr der Ringe benannt.

## Merkmale
Galaxias gollumoides ist ein stämmiger, am Rumpf seitlich etwas abgeflachter Galaxie mit recht langem und dickem Schwanzstiel. Adulte Tiere erreichen in der Regel eine maximale Gesamtlänge von 8 cm, einige Exemplare 10 cm. Der Kopf ist moderat lang mit kurzer Schnauze, das mäßig große Maul reicht bis unter die Augenmitte. Die Augen sind groß und sitzen hoch am Kopf.

## Lebensweise
Galaxias gollumoides lebt im Süßwasser. Seine Verbreitung beschränkt sich auf den Süden der Neuseeländischen Südinsel und Stewart Island. Im Verbreitungsgebiet ist er von Meereshöhe bis 1100 m Höhe anzutreffen. Die Art gehört zu den nicht wandernden Galaxien und verbringt den gesamten Lebenszyklus im Süßwasser.
Galaxias gollumoides ernährt sich hauptsächlich von Steinfliegen und Eintagsfliegen.
Die Fortpflanzung findet (im Frühling der Südhalbkugel) von Ende August bis Oktober statt. Das Laichverhalten unterscheidet sich nach dem Lebensraum. In Flüssen werden die 2 mm großen Eier in kleinen Höhlen unter Steinen oder Felsen abgelegt. In Sumpfgebieten werden die Eier an Wasserpflanzen abgelegt.

## Gefährdung
Das Verbreitungsgebiet der Art ist stark fragmentiert und der Bestand nimmt, mit Ausnahme von zwei kleinen Stewart Island Populationen, ab. Galaxias gollumoides wird vor allem durch die Veränderung seiner Habitate, hauptsächlich durch Flussbegradigung, bedrängt. Weitere Bedrohungen sind eingebrachte räuberische Forellen und der Eintrag von Sedimenten und Nährstoffen durch die Intensivierung der Milchviehhaltung. Von der IUCN wird die Art als vom Aussterben bedroht (Critically Endangered, CR) eingestuft.